# Matt Stites
Matthew Steven Stites (né le 28 mai 1990 à Festus, Missouri, États-Unis) est un lanceur de relève droitier des Ligues majeures de baseball jouant avec les Diamondbacks de l'Arizona.

## Carrière
Matt Stites est repêché au 33e tour de sélection par les Cubs de Chicago en 2010, mais il repousse l'offre et rejoint les Tigers de l'université du Missouri-Columbia. Il signe son premier contrat professionnel avec les Padres de San Diego, qui le sélectionnent au 17e tour en 2011.
Après 3 années passées en ligues mineures avec des clubs affiliés aux Padres, Stites passe aux Diamondbacks de l'Arizona le 31 juillet 2013 lorsque San Diego l'y échange avec le lanceur gaucher Joe Thatcher, en retour du lanceur partant droitier Ian Kennedy. Lorsqu'il apprend la transaction, Stites est en repos forcé pour le reste de la saison de baseball et se trouve à la pharmacie attenant à un hôpital, quelques jours après une appendicectomie.
Matt Stites fait ses débuts dans le baseball majeur avec Arizona le 19 juin 2014 face aux Brewers de Milwaukee.